# Krzyk (wąwóz)

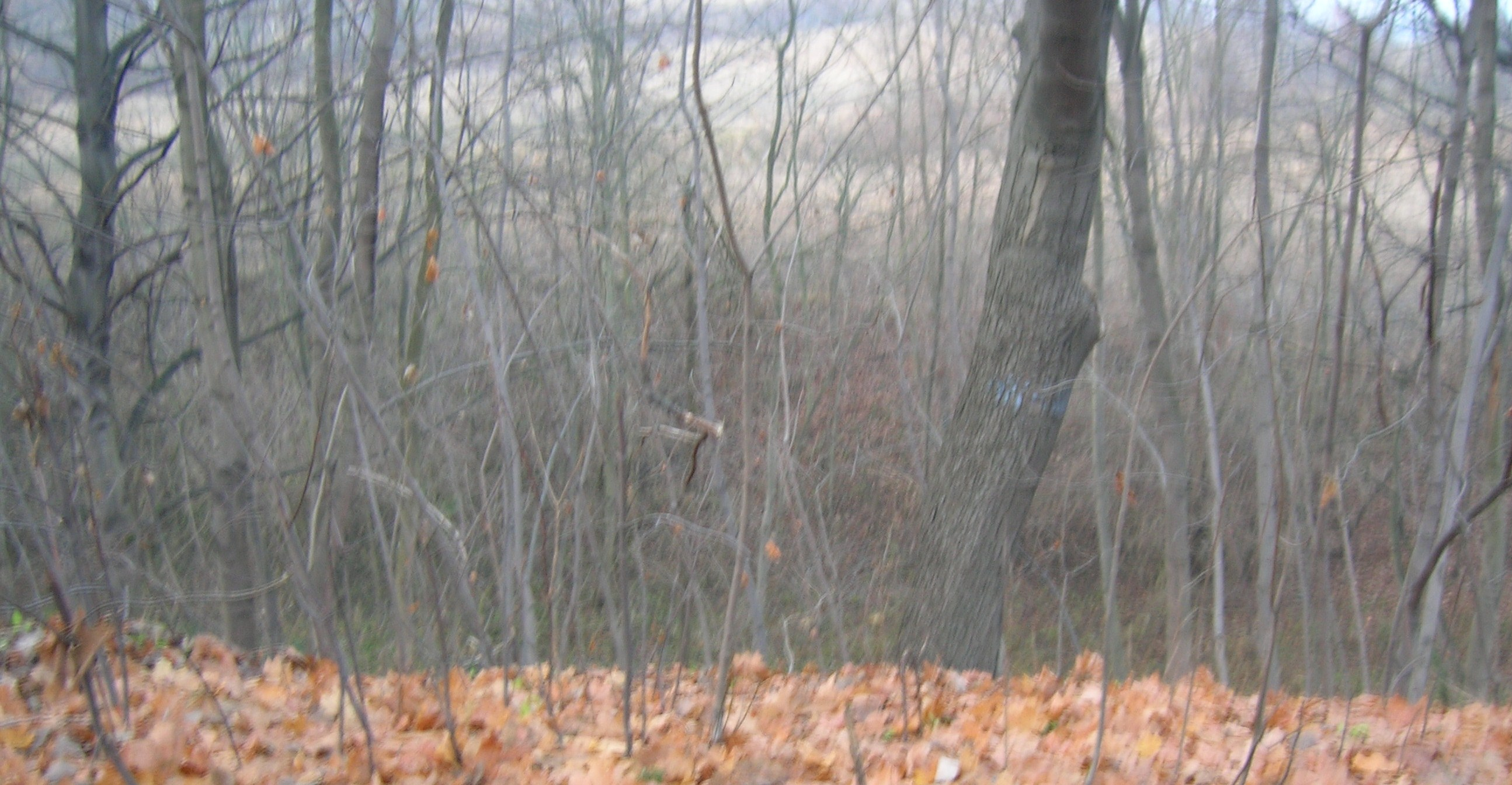
Fragment wąwozu

Krzyk – wąwóz na Wyżynie Krakowsko-Częstochowskiej, (Wyżynie Olkuskiej), środkowo-zachodnie odgałęzienie Doliny Czernki, przy drodze z Czerny do centrum Nowej Góry (na jej terenie). 